# Миктофовые
Микто́фовые, или светя́щиеся анчо́усы (лат. Myctophidae) — семейство морских рыб отряда миктофообразных. Содержит 35 родов и более 250 видов, являясь одним из самых больших и многочисленных семейств глубоководных рыб. Название происходит от греч. mykter, -eros — нос, и ophis — змея. Первый вид светящихся анчоусов — Myctophum punctatum был описан французским натуралистом Константином Рафинеском (C. Rafinesque) в 1810 году из прибрежных вод Сицилии в Средиземном море.
Светящиеся анчоусы — это небольшие мезо- и батипелагические (иногда батиально-пелагические) рыбки со сжатым с боков телом, крупной головой и очень большим ртом, напоминающим рот обычного анчоуса (отсюда и название семейства), длиной тела от 2,5 (Notolychnus valdiviae и Diogenichthys atlanticus) до 20—25 см (некоторые виды родов Lampanyctus, Notoscopelus и Gymnoscopelus).
Распространены в Мировом океане почти повсеместно — от Шпицбергена и северной части Берингова моря до шельфовых ледников Антарктиды. Питаются зоопланктоном. Многие виды достигают огромной численности, вместе с гоностомовыми и фотихтиевыми составляя до 90 % популяции всех глубоководных рыб. Способны образовывать очень крупные и довольно плотные скопления. Их общая биомасса оценивается в 550—660 млн тонн; миктофовые входят в состав т. н. звукорассеивающих слоев (ЗРС — своеобразное «ложное дно») — плотных слоёв, образуемых концентрирующимися мелкими морскими организмами в толще воды, которые регистрируются эхолотами.

## Классификация
К семейству относят 35 родов:
- Benthosema Goode & Bean, 1896 — Бентосемы[3]
- Bolinichthys Paxton, 1972 — Болинихты
- Centrobranchus Fowler, 1904 — Центробранхи
- Ceratoscopelus Günther, 1864 — Цератоскопелы
- Diaphus Eigenmann & Eigenmann, 1890 — Диафы
- Diogenichthys Bolin, 1939 — Диогенихты
- Electrona Goode & Bean, 1896 — Электроны (род)
- Gonichthys Gistel, 1850 — Гонихты
- Gymnoscopelus Günther, 1873 — Гимноскопелы
- Hintonia Fraser-Brunner, 1949 — Гинтонии, или хинтонии
- Hygophum Bolin, 1939 — Хигофы
- Idiolychnus Nafpaktitis & Paxton, 1978 — Идиолихнусы
- Krefftichthys Hulley, 1981 — Креффтихты
- Lampadena Goode & Bean, 1893 — Лампадены
- Lampanyctodes Fraser-Brunner, 1949
- Lampanyctus Bonaparte, 1840 — Лампаниктусы
- Lampichthys Fraser-Brunner, 1949 — Лампихты
- Lepidophanes Fraser-Brunner, 1949 — Лепидофаны
- Lobianchia Gatti, 1904 — Лобианхии
- Loweina Fowler, 1925 — Лоуины
- Macrostoma Risso, 1827
- Metelectrona Wisner, 1963
- Myctophum Rafinesque, 1810 — Миктофы
- Nannobrachium Günther, 1887
- Nanobrachium Günther, 1887
- Notolychnus Fraser-Brunner, 1949 — Нотолихны
- Notoscopelus Günther, 1864 — Нотоскопелы
- Parvilux Hubbs & Wisner, 1964
- Protomyctophum Fraser-Brunner, 1949 — Протомиктофы
- Scopelopsis Brauer, 1906 — Скопелопсисы
- Stenobrachius Eigenmann & Eigenmann, 1890 — Стенобранхи
- Symbolophorus — Bolin & Wisner, 1959, или Симболофорусы
- Taaningichthys Bolin, 1959 — Тонингихты
- Tarletonbeania Eigenmann & Eigenmann, 1890 — Тарлетонбинии
- Triphoturus Fraser-Brunner, 1949 — Трифотурусы

## Происхождение семейства
Семейство миктофовых известно от верхнего мела и по своему происхождению считается древнеглубоководным. Центром возникновения этих рыб считается Индо-Вест-Пацифика, на которую приходится наибольшее разнообразие современных видов.

## Морфологическая характеристика

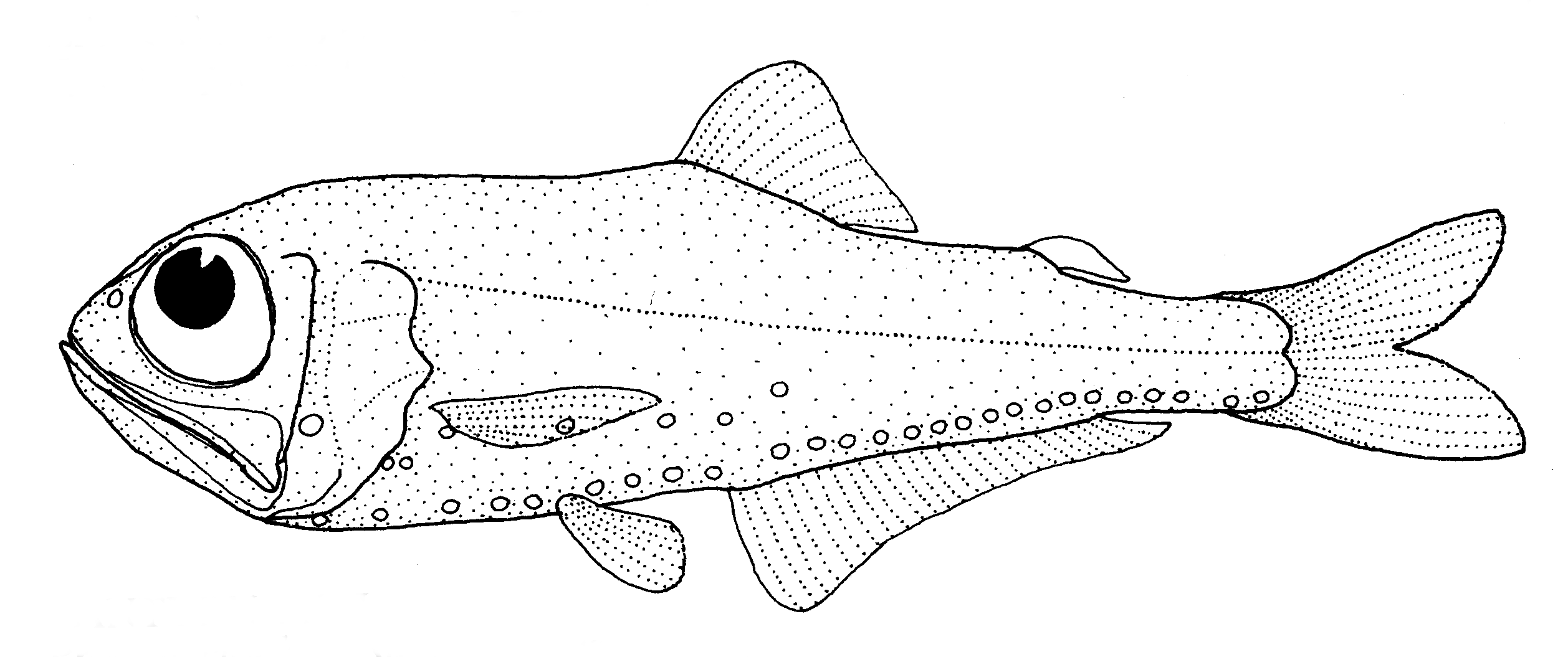
Protomyctophum subparallelum

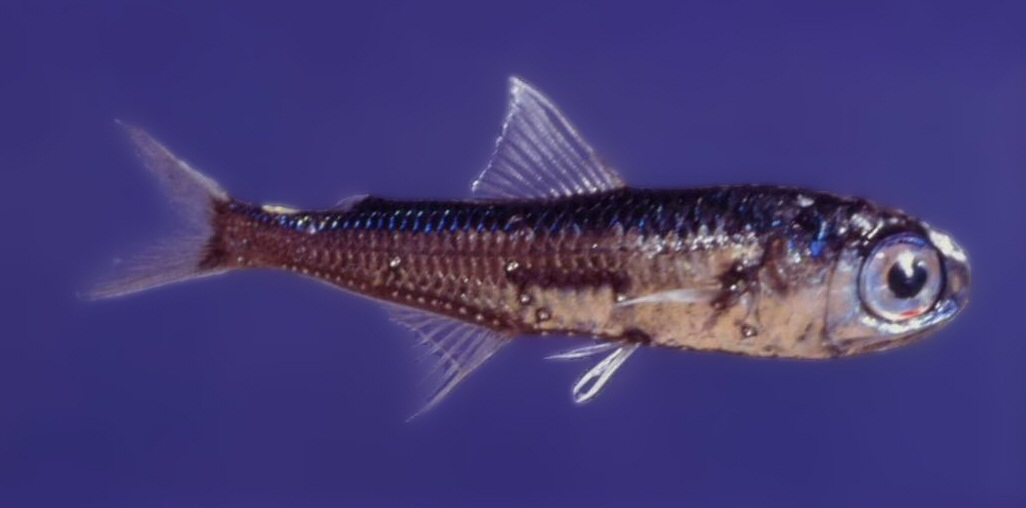
Myctophum punctatum

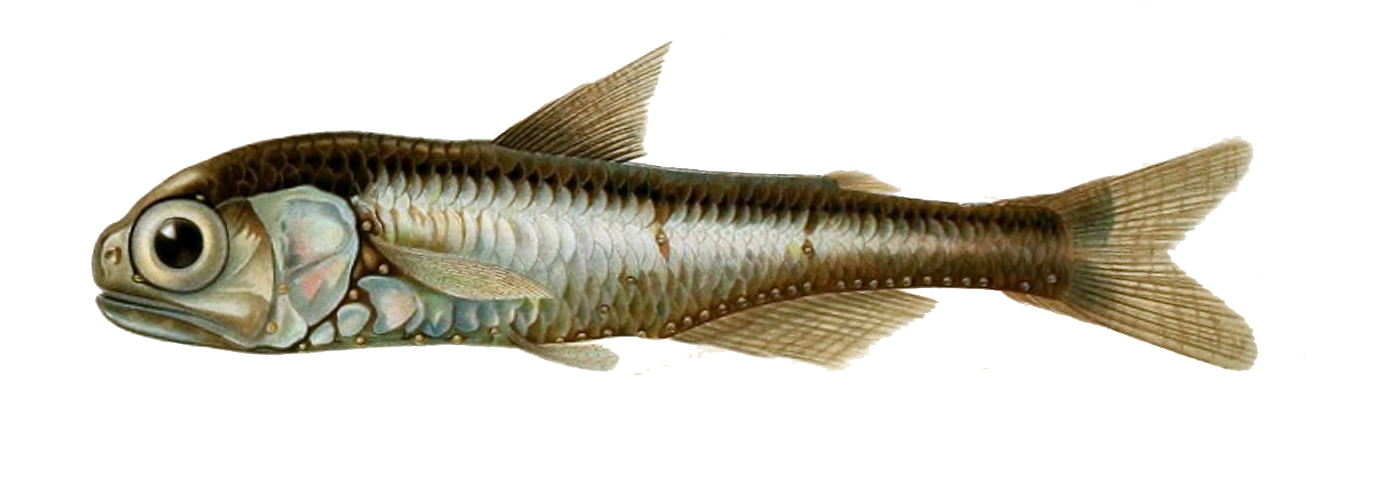
Myctophum punctatum

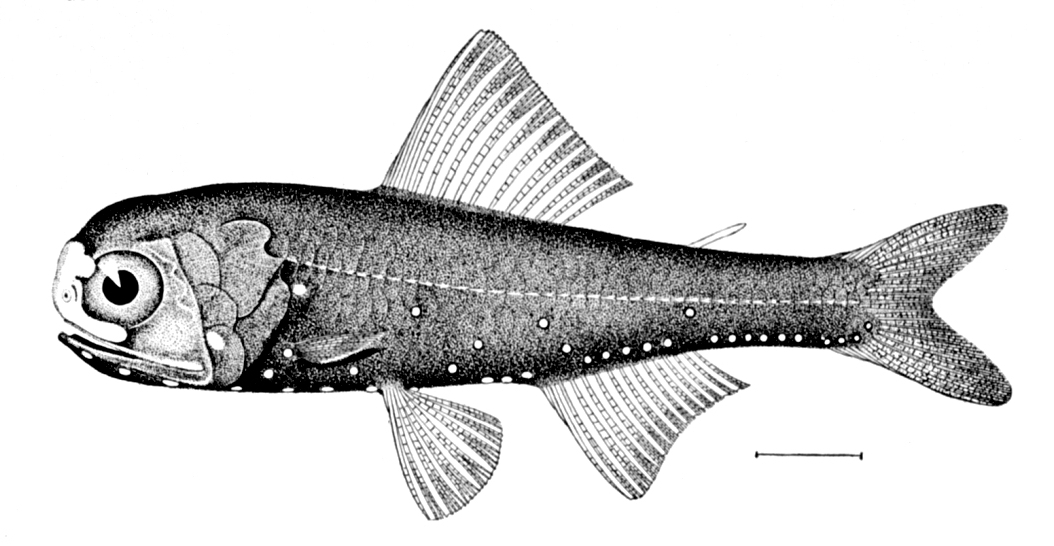
Diaphus metopoclampus

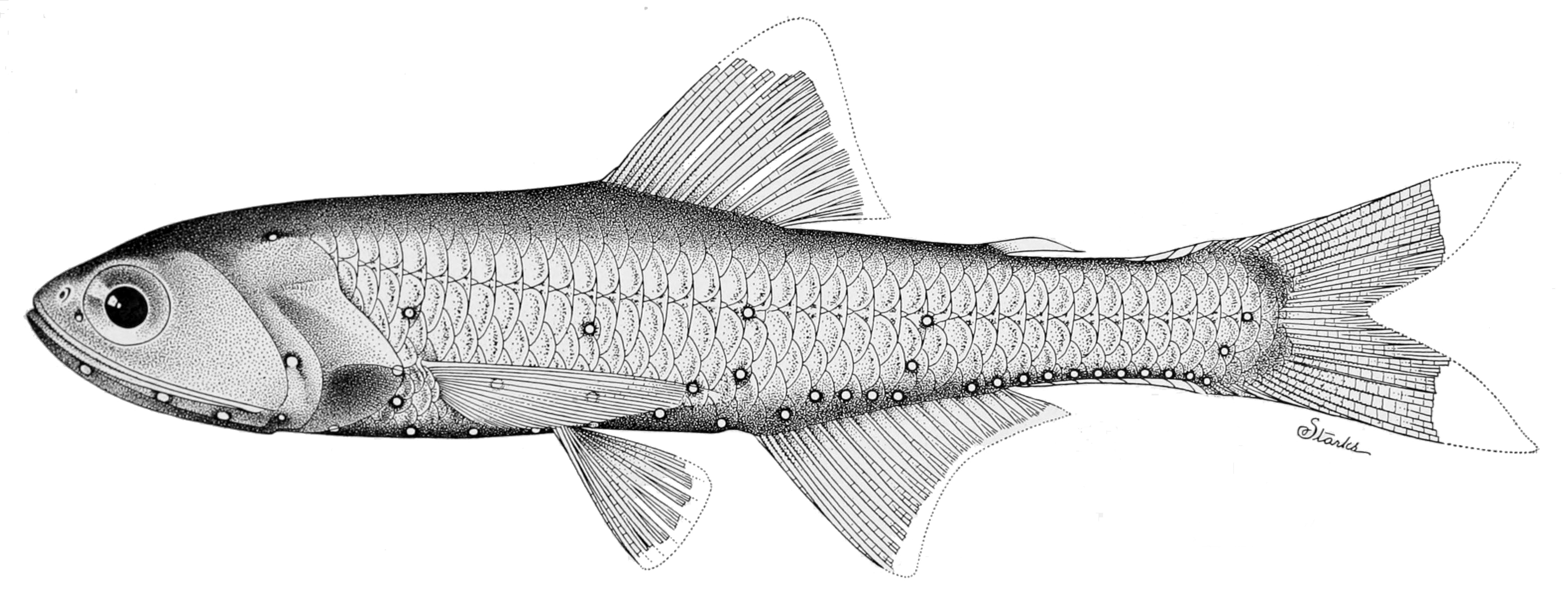
Lampanyctus omostigma

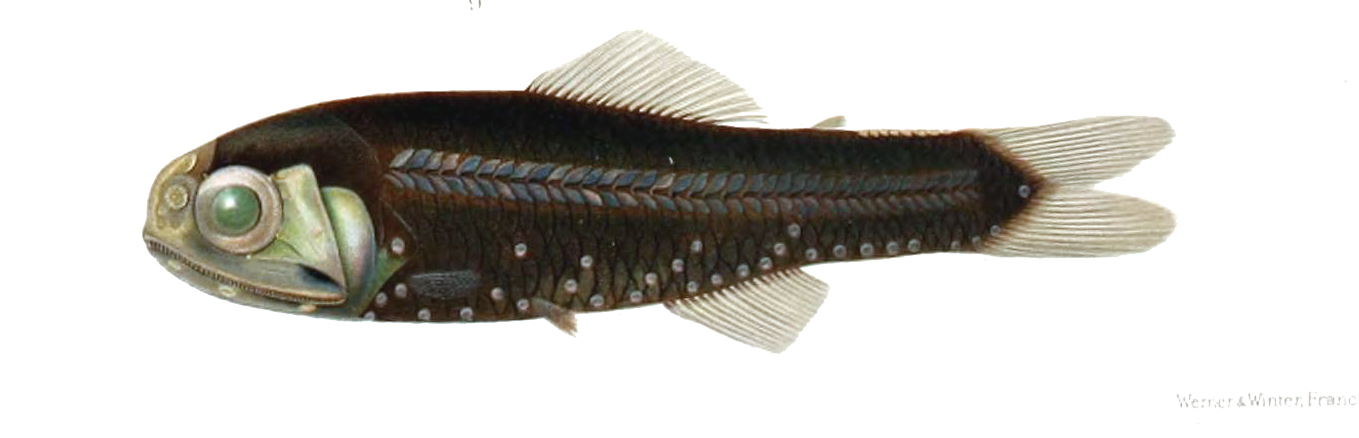
Lobianchia dofleini

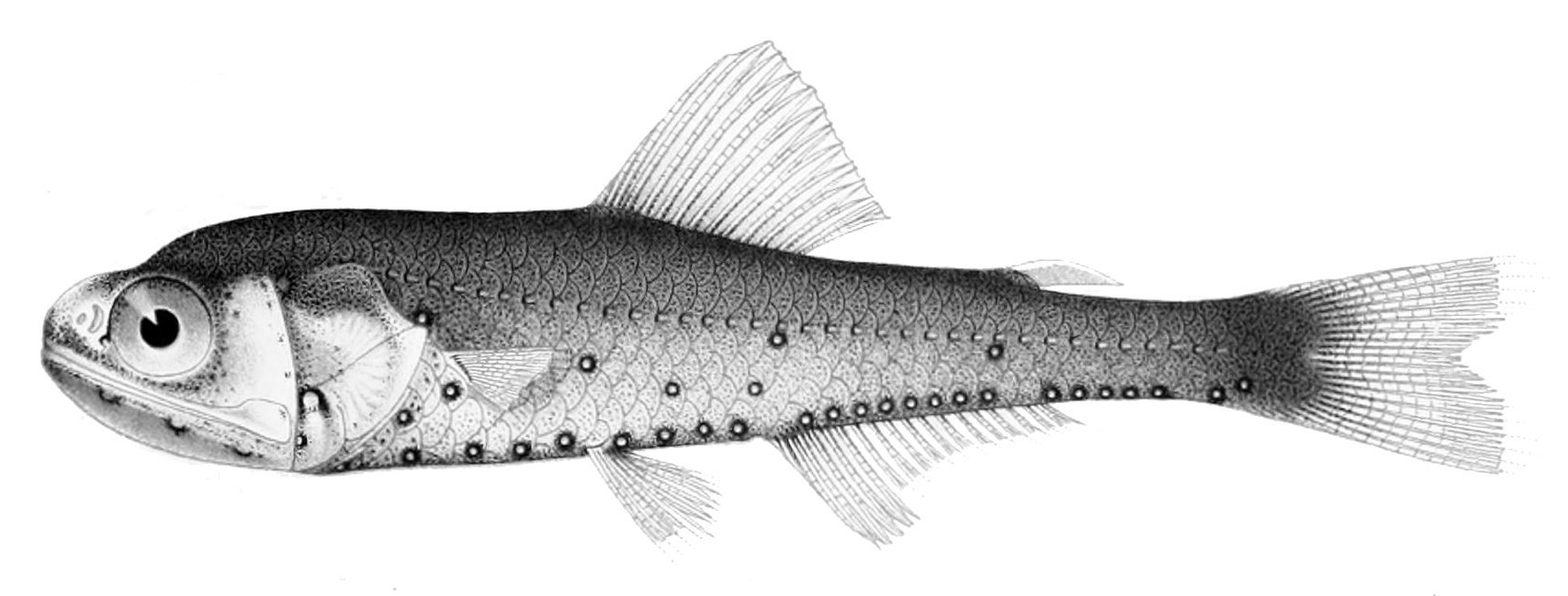
Symbolophorus evermanni

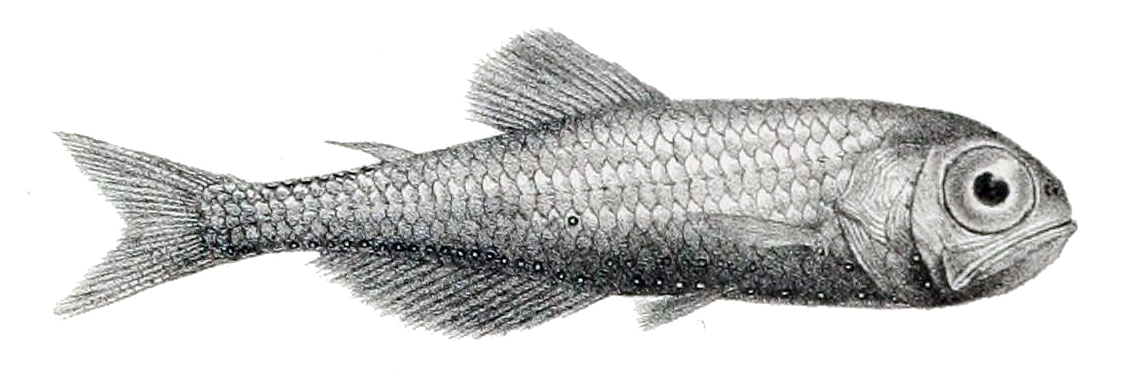
Electrona antarctica

Тело сжатое с боков. Голова крупная, её длина составляет от 1/4 до 1/3 длины тела. Рот обычно конечный или полунижний (как у родов Loweina, Centrobranchus и Gonichthys), очень большой, вооружён многочисленными мелкими зубами; угол рта достигает заднего края орбиты или далеко заходит за него. Глаза большие; некоторые протомиктофы (Protomyctophum) отличаются полутелескопическим строением глаз (зрачок смещён вверх). Имеется подглазничный выступ. Начало анального плавника находится под основанием спинного плавника или несколько кзади от него. Мелкие фотофоры располагаются на туловище и голове группами и рядами. Тело покрыто крупной, плотной, крепко сидящей чешуёй у относительно мелководных видов и тонкой, легко опадающей чешуёй у глубоководных видов. Чешуя главным образом циклоидная, за исключением 4 видов (в роде Myctophum и у Notoscopelus japonicus), имеющих ктеноидную чешую, покрытую по заднему краю шипиками. Глубоководные виды обычно тёмно-коричневые и чёрные; только что пойманные рыбы отливают синим, зелёным или серебристым оттенками. Жировой плавник поддерживается особой хрящевой пластиной. Плавательный пузырь во взрослом состоянии обычно имеется, кроме нескольких видов. Позвонков 28—45.

### Светящиеся органы и биолюминисценция
Все миктофовые, кроме наиболее глубоководного Taaningichthys paurolychnus, обладают особыми светящимися органами, которые испускают синий, зелёный или желтоватый свет благодаря химическим реакциям в клетках-фотоцитах. По строению и местоположению светящиеся органы бывают 4 типов: фотофоры и хвостовые, окологлазничные и туловищные светящиеся железы.
Фотофоры почти у всех видов расположены группами ниже боковой линии. Каждый фотофор помещён в чашеобразную впадину мышц и имеет самостоятельное кровоснабжение и иннервацию. По строению он напоминает обычный фонарик. Снизу фотофор подстилается слоем чёрного пигмента, на которой лежит блестящий отражающий слой, а выше — железистые клетки, испускающие свет. Снаружи фотофор покрыт чешуйкой, изменённой в виде линзы. Под линзой находится полулунная шторка — септа, с помощью которой рыба, очевидно, может произвольно менять силу и направление света. Число и расположение фотофоров специфично для каждого вида. Кроме «основных» фотофоров, у некоторых видов имеются и более мелкие «вторичные» фотофоры на чешуйках.
Хвостовые светящиеся железы у некоторых видов — сложные органы, структурой похожие на фотофоры и играющие роль вторичных половых признаков: у самцов они устроены сложнее и расположены на верхней стороне хвостового стебля, у самок — проще и расположены на нижней стороне тела, между анальным и хвостовым плавниками. У других видов (Lampanyctus) хвостовые железы представляют собой просто белые или желтоватые чешуевидные пластинки. Предполагают, что свечение хвостовых желез помогает рыбам отпугивать и отвлекать внимание хищников.
Окологлазничные светящиеся железы особенно характерны для диафов (Diaphus). Величина их варьирует от маленьких округлых желёзок до огромных, занимающих всю предглазничную область головы. Светящиеся железы на теле представляют собой простые участки светящейся ткани и, в отличие от фотофоров, легко утрачиваются. Располагаются они чаще всего у оснований плавников.
Фотофоры нужны миктофовым для внутривидовой коммуникации и маскировки — они создают противотеневой эффект (см. гоностомовые). Размер фотофоров (и глаз) у миктофовых пропорционален глубине их обитания — чем глубже держится вид, тем мельче у него фотофоры и глаза. В отличие от остальных желёз, которые светятся вспышками, основные фотофоры дают устойчивое неяркое сияние.

## Распространение и батиметрическое распределение
Светящиеся анчоусы представляют собой одну из наиболее широко распространённых групп глубоководных пелагических рыб. Наибольшего разнообразия они, однако, достигают в субтропических и тропических водах. Подавляющее большинство видов встречается между сороковыми параллелями Северного и Южного полушарий. Однако в Северной Атлантике с её тёплым Северо-Атлантическим течением многие тепловодные виды проникают почти до 60° с. ш. Вообще распространение светящихся анчоусов (как и других мелких глубоководных пелагических рыб) связано с водами определённых структур. Так, в Атлантическом океане распространение нескольких видов чётко ограничено водами северного центрального круговорота, образуемого Гольфстримом, Канарским, Северным Пассатным и Антильским течениями. Та же картина наблюдается и в северной части Тихого океана, где целый ряд видов обитает в круговороте, образуемом Куросио и Северным Пассатным течением. В средних и высоких широтах, где основные течения имеют широтное направление, ареалы светящихся анчоусов также вытянуты в широтном направлении, и их распространение носит ярко выраженный зональный характер. Границы ареала некоторых видов оказываются настолько чёткими, что по ним могут быть обозначены биогеографические зоны. Например, антарктическую зону населяет антарктическая электрона (Electrona antarctica), а следующую к северу нотальную зону — близкий вид Electrona subaspera.

## Образ жизни
Светящиеся анчоусы населяют пелагиаль от поверхности до глубины около 2000 м. Главным образом они встречаются до глубин 1000—1200 м, уступая более глубокие горизонты циклотонам (Cyclothone). Типичные зоопланктофаги — их пищу составляют планктонные ракообразные, реже личинки и мальки других рыб. Массовые виды светящихся анчоусов, в свою очередь, служат важными кормовыми объектами для более крупных морских животных-ихтиофагов — рыб (лососей, морских окуней, тунцов, марлинов и др.), а также для кальмаров, пингвинов, альбатросов и буревестников, дельфинов, морских котиков и китов. Так, один из видов нотоскопелов (Notoscopelus) составляет в пище котиков на местах их зимовки в водах Японии около 60 % рациона.
Большинство светящихся анчоусов, которых относят к никтоэпипелагическим рыбам — совершающим суточные вертикальные миграции, по ночам поднимаются к поверхности воды на глубину от 0 до 100 м вслед за мигрирующим зоопланктоном. И, если на глубине эти рыбы держатся разрозненно, то в ночные часы образуют настолько плотные скопления, что, несмотря на небольшие размеры этих рыб, их уловы составляют 4—5 тонн за час траления. Они обладают положительной реакцией на свет и легко привлекаются его искусственными источниками.

### Размножение
Размножение светящихся анчоусов происходит в течение круглого года, достигая пика зимой и в начале весны. Их плодовитость невысока, от 100 до 2000 икринок диаметром 0,7—0,9 мм. Плавучие икринки и мелкие личинки держатся у поверхности моря и входят в состав поверхностного планктона. По мере роста молодь опускается во всё более глубокие слои воды и постепенно переходит к образу жизни взрослых рыб.
Продолжительность жизни светящихся анчоусов невелика. Крупные виды, вроде Benthosema glaciale, могут дожить до 8 лет, созревая на 2-3 году жизни. Более мелкие виды (Notolychnus, Diogenichthys, Centrobranchus) живут до 3 лет и менее.

## Промысел
В некоторых районах Мирового океана, например в зоне субтропической конвергенции в Южной Атлантике, светящиеся анчоусы столь многочисленны, что их плотные скопления рассматриваются как промысловые. В настоящее время масштабный международный специализированный промысел миктофид отсутствует. Лишь отдельные страны время от времени занимаются промыслом миктофовых. О высоком потенциале промысловых запасов миктофовых можно судить по уловам лампаникта Гектора (Lampanyctodes hectoris) у побережья Юго-Западной Африки в 1973 году в районе побережья от мыса Агульяс до Ламберт-Бей, где годовой улов этого вида составил 42 тыс. тонн, или 11% от добычи всех пелагических рыб в этом районе. В 80-х годах минувшего столетия Советский Союз в течение ряда лет наращивал промысел субантарктической электроны (Electrona carlsbergi) в Юго-Западной Атлантике, доведя ежегодные уловы этого вида от первоначальных нескольких тысяч тонн до максимума в 1990 году, когда было поймано около 72 тыс. тонн. Пойманная рыба практически полностью использовалась в качестве корма для пушных зверей.